# Sprangalang
Sprangalang (* 30. September 1948 in Port of Spain; † 2. Oktober 2020 in Champs Fleurs; bürgerlich Dennis Hall) war ein trinidadischer Komiker, Radiomoderator, Schauspieler und Musiker.

## Leben
Dennis Halls Vater Michael K. Hall war Schulrektor; eine private Grundschule in Carnbee auf Tobago ist nach ihm benannt. Dennis Hall besuchte als Jugendlicher das Naparima College in San Fernando. Sein ursprünglicher Berufswunsch war Lehrer. Er ist Vater eines Kindes. Sein Bruder Anthony Michael „Tony“ Hall ist Theaterregisseur und -schauspieler sowie Dramatiker.

## Karriere
In den 1990er-Jahren hatte Hall als Komiker einen festen Sendeplatz in der Talkshow Late Night Lime auf Trinidad and Tobago Television. Zu dieser Zeit war er auch Präsident der Musikergewerkschaft Trinbago Union of Calypso Organizations (TUCO). Ab 1995 kam es zu einer (historisch gesehen erneuten) Politisierung der Calypsoszene, da in diesem Jahr mit dem United National Congress (UNC) erstmals eine Partei an die Macht gelangte, die sich primär aus dem indischstämmigen Teil der Bevölkerung Trinidads rekrutierte und die den vorwiegend schwarzen Calypsonians, die das politische Geschehen in ihrer Musik schon immer satirisch kommentiert hatten, mit Unverständnis und Zensur begegnete. In seiner Funktion als Gewerkschaftspräsident schloss sich Hall den Protesten an und sendete deutliche Warnbotschaften an die Regierung. In den 2000er-Jahren moderierte Hall eine Radio-Talkshow. 2003 spielte er eine Hauptrolle in den 13 Folgen der kanadischen TV-Sitcom Lord Have Mercy!. Ab 2004 war er Quizmaster der Quizshow „Cultural Sprangalang“ auf Gayelle Television, was zu seinem Spitz- und Bühnennamen führte. 2007 spielte er eine Hauptrolle im Filmdrama A Winter Tale, das den Emanzipationsprozess der (schwarzen) karibischen Community in Toronto zum Inhalt hat. Im April 2010 musste er sich wegen eines mutmaßlichen Verstoßes gegen die Ordnung im Gerichtsverfahren (“criminal contempt”, ein Rechtskonstrukt im angloamerikanischen Raum) vor Gericht verantworten, weil er vor einem von einer Jury zu entscheidenden Mordprozess die Tat in seiner damaligen Sendung auf Power 102 FM so kommentiert hatte, dass eine Beeinflussung der Jury möglich schien; der Richter am Obersten Gerichtshof Trinidads, Herbert Volney, äußerte in diesem Zusammenhang, es seien „Persönlichkeiten wie Dennis Hall, denen die Menschen zuhörten und vor denen sie Achtung hätten“. Das Verfahren endete mit einem Freispruch. Im August 2010 wurde er unter der Regierung Persad-Bissessar zum Berater des Ministeriums für Kunst und Kultur ernannt. Sprangalang veröffentlichte in unregelmäßigen Abständen Singles der Genres Soca, Calypso und Parang Soca und trat während der Karnevalssaisons als MC in Calypso-Zelten auf.

## Rezeption
Das Magazin Caribbean Beat nannte Sprangalang einen „Master Comedian“ mit „lebhaftem karibischen Humor“ und einen „großartigen Comedian“ voll „intellektueller Brillanz“. Die Künstlerdatenbank South Planet nennt ihn einen Comedian, der mittels akkurater Beobachtung, Schlagfertigkeit und Humor übersetze und kommuniziere, was er sehe. Der trinidadische Filmregisseur und -produzent Christopher Laird bezeichnete Sprangalang als Humoristen, der eine eigene Sprache verwende, „Worte, (…) die wir so nie zuvor verwendet gehört haben, und trotzdem wissen wir sofort, was er meint“, und hob außerdem seine Körpersprache, Gestik und Mimik als besonders hervor. PanCaribbean.com bezeichnete Sprangalang als „Pionier politischer und sozialer Kommentare innerhalb der trinidadischen Comedyszene“.

## Diskografie
- unbekanntes Jahr: Mothers Love/Bad Vibes (Split-EP mit Billy the Kid, Music Lab)
- 1991: Cultural Sprangalang: I’m Telling You (Spoken-Word-Audiocassette, Lord Street Communications)

## Filmografie (Auswahl)
- 2003: Lord Have Mercy! (TV-Serie)
- 2007: A Winter Tale